# Time Out (album)
A Time Out a The Dave Brubeck Quartet albuma, mely a jazzre nem jellemző ütemekről nevezetes (3/4, 9/8 és 5/4).
Bár az album kísérleti jellegű volt (megjelentetése is kockázattal járt), és megjelenése után negatív kritikákat kapott, mégis az egyik legismertebb és legeladottabb jazz album lett. A Billboard listáján második lett, és a Paul Desmond által írt Take Five ötödik helyet ért el.
Szerepel az 1001 lemez, amit hallanod kell, mielőtt meghalsz című könyvben.

## Zene
Az albumon a cool és a west coast jazz keveredik. A Blue Rondo à la Turk 9/8-os ütemben kezdődik. Ez 2+2+2+3 ütemre osztható, ami tipikus a balkáni térségre (a török zeybek, és a görög zeibekiko tánc ritmusa). Ezzel áll ellentétben a nyugati 3+3+3-as ritmus, de a szaxofon és zongoraszólók már 4/4-es ütemben játszódnak.
A Strange Meadow Lark egy beazonosíthatatlan ritmusú zongoraszólóval kezdődik, majd a dal 4/4-es ütemben folytatódik. A Take Five 5/4-es ütemű, a Three to Get Readyben pedig a 3/4-es és 4/4-es ütem váltja egymást. A Kathy's Waltz (mely Brubeck lányáról, Cathyről kapta nevét) 4/4-es ütemben kezdődik, majd 6/8-osban folytatódik, végül a kettő egybeolvad. Az Everybody's Jumpin egy rugalmas 6/4-es ütemben játszódik, akárcsak a Pick Up Sticks.

## Az album dalai

### Első oldal
1. Blue Rondo à la Turk – 6:44 (felvéve augusztus 18-án)
2. Strange Meadow Lark – 7:22 (felvéve július 1-jén)
3. Take Five – 5:24 (felvéve július 1-jén)

### Második oldal
1. Three to Get Ready – 5:24 (felvéve június 25-én)
2. Kathy's Waltz – 4:48 (felvéve június 25-én)
3. Everybody's Jumpin' – 4:23 (felvéve június 25-én)
4. Pick Up Sticks – 4:16 (felvéve augusztus 18-án)

## Helyezések és minősítések
A helyezések az amerikai Billboard listájáról valók.
| Év   | Lista      | Helyezés |
| ---- | ---------- | -------- |
| 1961 | Pop Albums | 2        |

| Év   | Kislemez  | Lista              | Helyezés |
| ---- | --------- | ------------------ | -------- |
| 1961 | Take Five | Adult Contemporary | 5        |
| 1961 | Take Five | Pop Singles        | 25       |

A lemez Amerikában platinalemez lett.

## Közreműködők

### Zenészek
- Dave Brubeck – zongora
- Paul Desmond – altszaxofon
- Eugene Wright – nagybőgő
- Joe Morello – dob

### Produkció
- Teo Macero – producer
- Fred Plaut – hangmérnök
- S. Neil Fujita – borító
- Seth Rothstein – projektvezető
- Cozbi Sanchez-Cabrera – művészeti vezető
- Mark Wilder – az új kiadás masteringje